# Jerônimo Magalhães
Jerônimo de Castro Abreu Magalhães (Magé, 26 de julho de 1851 – Rio de Janeiro, 12 de agosto de 1909) foi um leigo católico e pai de família. Está em processo de beatificação juntamente com sua esposa Zélia Magalhães desde 2014, recebendo assim o título de Servo de Deus pela Igreja Católica.

## Biografia

### Anos iniciais
Jerônimo nasceu na cidade fluminense de Magé no dia 26 de julho de 1851. Era filho primogênito do casal Fernando de Castro Abreu Magalhães e Rosa Rodrigues de Magalhães.
Ainda pequeno, sua mãe veio a falecer. Jerônimo foi, então, enviado para Portugal a fim de ser educado por uma tia do lado materno. Após completar seus estudos em Lisboa, estando com 20 anos, decide regressar ao Brasil. No ano de 1875, formou-se em Engenharia civil na Escola Politécnica da Universidade Federal do Rio de Janeiro.

### Casamento
Em 27 de julho de 1876, com 25 anos, Jerônimo uniu-se em matrimônio com Zélia Pedreira Abreu Magalhães. A cerimônia ocorreu na Capela São João da Chácara da Cachoeira, então residência de Zélia, no bairro Tijuca. O casal passou a residir na fazenda de Santa Fé, no Rio de Janeiro, tornando-se proprietários do lugar. De sua união com Zélia nasceram treze filhos, quatro vieram a falecer ainda em tenra idade e os demais ingressaram na vida religiosa.
Na propriedade, Jerônimo e Zélia eram lembrados por assegurar o bem-estar de seus empregados e por bem remunerar os "escravizados" que lhe prestavam serviços. Lhes asseguravam também auxílio espiritual, sendo diariamente convidados para unirem-se oração com o casal na capela da propriedade.

### Últimos anos
No ano de 1894, a família mudou-se temporariamente para Petrópolis, no entanto, regressaram novamente para a capital. Jerônimo faleceu no dia 12 de agosto de 1909, estando então com 58 anos.
Zélia, em sua viuvez, foi admitida em 1918 na vida religiosa, adotando por nome religioso Maria do Santíssimo Sacramento, vindo a falecer no ano seguinte.

## Beatificação
O processo de beatificação do casal foi iniciado pela Arquidiocese de São Sebastião do Rio de Janeiro no dia 20 de janeiro de 2014. Na ocasião, uma missa foi celebrada por Dom Orani Tempesta recordando o legado deixado por Jerônimo e Zélia. Juntos, são o primeiro casal brasileiro em processo de beatificação. Estão sepultados, desde 2014, na Igreja Nossa Senhora da Conceição, na Gávea.
O postulador desta causa é o Dr. Paolo Vilotta.